# Патология гемостаза
Гемостаз — это сложный биологический процесс в организме обеспечивающий его жизнедеятельность, а именно:
- остановку кровотечения в случае повреждения сосудов
- поддержание определенного жидкого объема крови в сосудах, в случае, если повреждение отсутствует.

## Система РАСК (регуляция агрегатного состояния крови)
- обеспечивает гемостаз и включает в себя:

1. сосуды
2. тромбоциты и эритроциты
3. системы свертывания крови
4. противосвертывающую систему
5. фибринолитическую систему
6. регуляторные механизмы.

Тромбоциты являются важным составляющим системы гемостаза и выполняют много функций.

### Функции тромбоцитов
1. вазоконтрикторная — при агрегации тромбоциты вызывают пролонгированный спазм.
2. ангиотрофическая — поддерживают трофику сосудистой стенки и её проницаемость.
3. адгезивно-агрегационная — прилипание тромбоцитов к сосудистой стенки. Факторы адгезии: коллаген (изменение состава сосудистой стенки и обнажение коллагена), фактор Виллибранда (тромбоадгезин).
4. коагуляционная
5. репаративная — ликвидация дефектов ткани, в результате образования тромба и дальнейшей эпителизации поверхности.

## Геморрагический диатез
— нарушение гемостаза, характеризующееся повышенной кровоточивостью из-за слабости гемостатических механизмов.

### Виды геморрагического диатеза по первичности поражения
1. ангиопатия
2. тромбоцитопатия
3. коагулопатия

## Ангиопатии
— это геморрагические синдромы, обусловленные нарушением основных свойств сосудистой стенки: проницаемости, эластичности, резистентности, сократимости.

### По этиологии ангиопатии бывают
- наследственные,
- приобретённые.

К наследственным ангиопатиям относятся : болезнь Виллебранда, болезнь Рандю-Ослера, синдром Луи-Бар, энцефалотригеминальный ангиоматоз Стерджа-Вебера-Крабб, цереброспинальный ангиоматоз (болезнь Гиппеля-Линдау), синдром Казабаха-Мерита, кортико-менигеальный диффузный ангиоматоз (болезнь Ван-Богарта-Диври)
К приобретенным относят: цинга (скорбуд), болезнь Шенляйн-Геноха

## Тромбоцитопатия
— это геморрагические диатезы, связанные с уменьшением количества или нарушением функции тромбоцитов.

### Виды тромбоцитопатий
1. Тромбоцитопении (снижение количества циркулирующих в крови тромбоцитов)
- мегакариоцитарные (аутоиммунная (болезнь Верльгофа), лекарственная, гиперспленическая, неонатальная) — усиленное разрушение циркулирующих в крови тромбоцитов

- амегакариоцитарные — вызваны нарушением тромбоцитопоэза.

2. Собственно тромбоцитопатии (тромбастения Глацмана, тромбодистрофия, атромбия).

## Коагулопатии
— это геморрагические синдромы, обусловленные дефицитом факторов либо нарушением функций плазменного звена гемостаза.

### Виды коагулопатий
1. Наследственные
- гемофилии (гемофилия А, В, С)
- диспротромбии (гипопроакцелеринемии, гипопроконвертинемию, гипопротромбинемию.)
- гипофибриногенемии — расстройство фибринообразования

2. Приобретённые
- первичные (Гипо- и авитаминозы К, антикоагулянтные коагулопатии, коагулопатии при активации фибринолиза)
- вторичные (заболеваниях печени (токсические и вирусные гепатиты, цирроз печени), заболевания почек (нефротический синдром), образовании и накоплении в организме аутоантител, ДВС-синдром, лейкозы)

## Тромбофилические диатезы
— нарушение гемостаза, характеризующееся ускорением свёртывания крови и склонностью к внутрисосудистому тромбообразованию.
Главными факторами в развитии тромбофилических диатезов являются: повреждение эндотелия, замедление кровотока и повышение свертываемости крови.

## Тромбогеморрагический синдром
— сочетание массивного внутрисосудистого свёртывания крови с кровотечением вследствие развития коагулопатии потребления и тромбоцитопении.

### Причины
тяжелый сепсис, массивный цитолиз, тяжелая аллергическая реакция, шок, травматические хирургические вмешательства, лейкозы, акушерская патология).

#### Стадии
1. гиперкоагуляция — активация свертывающей системы крови, внутрисосудистая агрегация тромбоцитов, активация плазменных систем крови.
2. гипокоагуляция — снижение количества тромбоцитов, оставшиеся тромбоциты заблокированы продуктами деградации фибрина, снижается содержание фибриногена.
3. активация фибринолиза — восстановление проходимости микроциркуляторного русла за счет лизиса микротромбов.
4. исход — благоприятный: восстановление нарушенных функций, неблагоприятный: развитие шоковых органов с развитие дистрофических, некротических изменений в тканях, заканчиваются летальным исходом.